# Лиш (округ)
Округ Лиш (енгл. County Laois, ир. Contae Laoise) је један од 32 историјска округа на острву Ирској, смештен у његовом средишњем делу, у покрајини Ленстер.
Данас је округ Лиш један од 26 званичних округа Републике Ирске, као основних управних јединица у држави. Седиште округа је град Портлиш.

## Положај и границе округа
Округ Лиш се налази у средишњем делу ирског острва и Републике Ирске и граничи се са:
- север: округ Офали,
- исток: округ Килдер,
- југоисток: округ Карлоу,
- југ: округ Килкени,
- запад: округ Типерари.

## Природни услови
Лиш је по пространству један од мањих ирских округа - заузима 23. место међу 32 округа.
Особеност округа је и то даје он једини „двоструко копнени“ округ у целој Ирској, јер сам не излази на морску обалу нити њему гранични окрузи излазе.
Рељеф: Већи део округа Лиш је равничарско-брежуљкасти, 100-200 метара надморске висине, посебно у средини и на северу. На крајње западу је округ планински. Ту се налази планина је Слив Блум, висине до 527 метара.
Клима Клима у округу Лишу је умерено континентална са изразитим утицајем Атлантика и Голфске струје. Стога град одликује блага и веома променљива клима.
Воде: Најважније реке у округу Лиш су Нор и Бероу, које овде имају торње делове тока. Река Нор притиче западним делом округа, а река Бероу југоисточним. У округу нема језера, што реткост за Ирску.

## Становништво
По подацима са Пописа 2011. године на подручју округа Лиш живело је преко 80 хиљада становника, већином етничких Ираца. Ово је готово двоструко мање него на Попису 1841. године, пре Ирске глади и великог исељавања Ираца у Америку. Међутим, последње три деценије број становника округа расте по стопи од преко 1% годишње. Заправо, од 2000. године округ је са најбржом стопом раста у целој држави.
Густина насељености - Округ Лиш има густину насељености од око 46 ст./км², што је осетно мање од државног просека (око 60 ст./км²). Цео округ је приближно једнако насељен.
Језик: У целом округу се равноправно користе енглески и ирски језик.